# Trotte Pedersson (Eka)
Trotte Pedersson (Ekaätten), även Throtto, död under 1360-talet, var en svensk riddare, häradshövding, riksråd och hövitsman.
Han skrev sig till Benhammar.

## Biografi
Trotte Pedersson (Ekaätten) nämns första gången 1333. Han var 1344 hövitsman på Falkenberg och senast 1347 hövitsman på Varbergs fästning. Trotte Pedersson blev mellan 8 maj 1348 och 2 februari 1349 riddare, troligen under kung Magnus ryska fälttåg. Han var 1351, 1358 och 1362 riksråd och var 1353 häradshövding i Tveta härad. Trotte Pedersson var 1360 fogde i Skåne och 1361 justiarius åt kungen. Han levde fortfarande 3 augusti 1363 men avled troligen före 1 september samma år.
Trotte Pedersson tillhörde de adelsmän som inte övergav Magnus Eriksson under stormännens resning mot honom.

### Egendom
Trotte Pedersson ägde jord i Östergötland, i Simtuna härad och Åsunda härad i Uppland och i Fjäre härad och Himle härad i Halland.

### Familj
Trotte Pedersson var gift med Ingegärd Johansdotter (Bjälboättens oäkta gren) (levde ännu 1390) i Benhamra, Vada socken, dotter till riddaren Johan Magnusson (Bjälboättens oäkta gren). De fick tillsammans barnen riddaren Magnus Trottesson (Eka) som var gift med gift med Märta Magnusdotter (Kase), nunnan Elin Trottesdotter i Sankta Klara kloster, Johan Trottesson, en dotter som var gift med riksrådet och lagmannen Lars Björnsson (en bjälke), en dotter som var gift med väpnaren Tideke Pinnow och Birgitta Trottesdotter som var gift med riddaren Kort Görtz. Efter Trotte Pederssons död gifte Ingegärd Johansdotter om sig med riddaren Henrik Reventlow.